# Carhampton
Carhampton is een civil parish in het bestuurlijke gebied Somerset West and Taunton, in het Engelse graafschap Somerset met 992 inwoners.

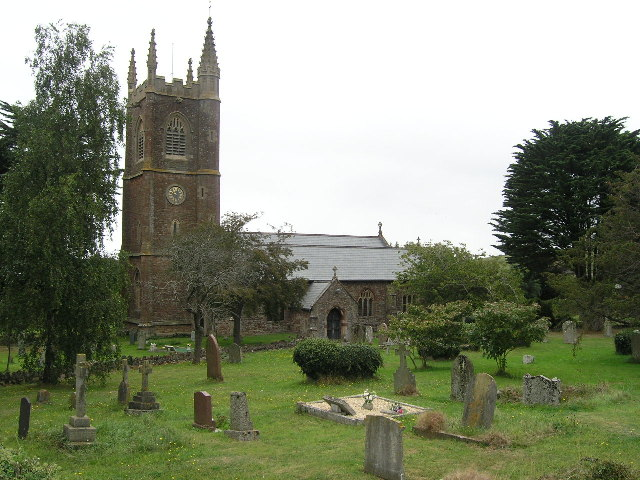
Kerk van Carhampton